# Harald Ryman
Claes Harald Gabriel Ryman, född den 31 januari 1837 i Jönköping, död den 4 juni 1910 i Skövde, var en svensk jurist. Han var bror till Victor Ryman samt far till Anders och Sven Ryman.
Ryman blev student vid Lunds universitet 1853 och avlade examen till rättegångsverken 1857. Han blev vice häradshövding 1862, var adjungerad ledamot i Göta hovrätt över två år och blev fiskal där 1875. Ryman var häradshövding i Gudhems och Kåkinds domsaga 1878–1907. Han blev riddare av Nordstjärneorden 1889. Ryman vilar på Sankt Sigfrids kyrkogård i Skövde.